# Carlos de los Cobos
Carlos de los Cobos Martínez (Matamoros, Tamaulipas, 1958. december 10. – ) mexikói válogatott labdarúgó, középpályás, edző. 

## Pályafutása

### Klubcsapatban
Pályafutását 1977-ben kezdte a Atletas Industriales csapatában. 1978 és 1984 között a Club América játékosa volt. 1984-től 1986-ig a Necaxát erősítette. 1986–87-ben a Cobras de Querétaro, 1987 és 1989 között a Club América, 1989 és 1991 között a Monterrey labdarúgója volt. Később futballozott még a Club Querétaro, a Monterrey majd ismét a Club Querétaro együttesében.

### A válogatottban
1983 és 1986 között 25 alkalommal szerepelt az mexikói válogatottban. Részt vett az 1986-os világbajnokságon.

### Edzőként
1993-ban korábbi klubjánál a Querétarónál kezdte az edzősködést. 1994 és 1995 között a Tigres UANL szakamai munkjáért felelt. 1996-ban a Club América vezetőedzője volt és a mexikói U23-as válogatott szövetségi edzője az 1996. évi nyári olimpiai játékokon. Ezt követően a Celaya (2000–01) és az Irapuatónál (2003) dolgozott. 2006-ban a salvadori CD FAS edzője lett, de hamarosan kinevezték a salvadori válogatott szövetségi kapitányának. Irányításával kijutottak a 2007-es és a 2009-es CONCACAF-aranykupára. 2010 és 2011 között az Egyesült Államokban a Chicago Fire együttesét edzette. 2012-ben a Querétaro, 2015-ben a Cafetaleros de Chiapas edzője volt. 2018 és 2021 között ismét a salvadori válogatottat irányította szövetségi kapitányként és kivezette a nemzeti csapatot a 2019-es CONCACAF-aranykupára.

## Sikerei, díjai
Club América
- Mexikói bajnok (3): 1983–84, 1987–88, 1988–89
- Mexikói szuperkupagyőztes (2): 1988, 1989

Monterrey
- Mexikói kupagyőztes (1): 1991–92
- Kupagyőztesek CONCACAF-kupája győztes (1): 1993